# Gouvernement Jenisseisk

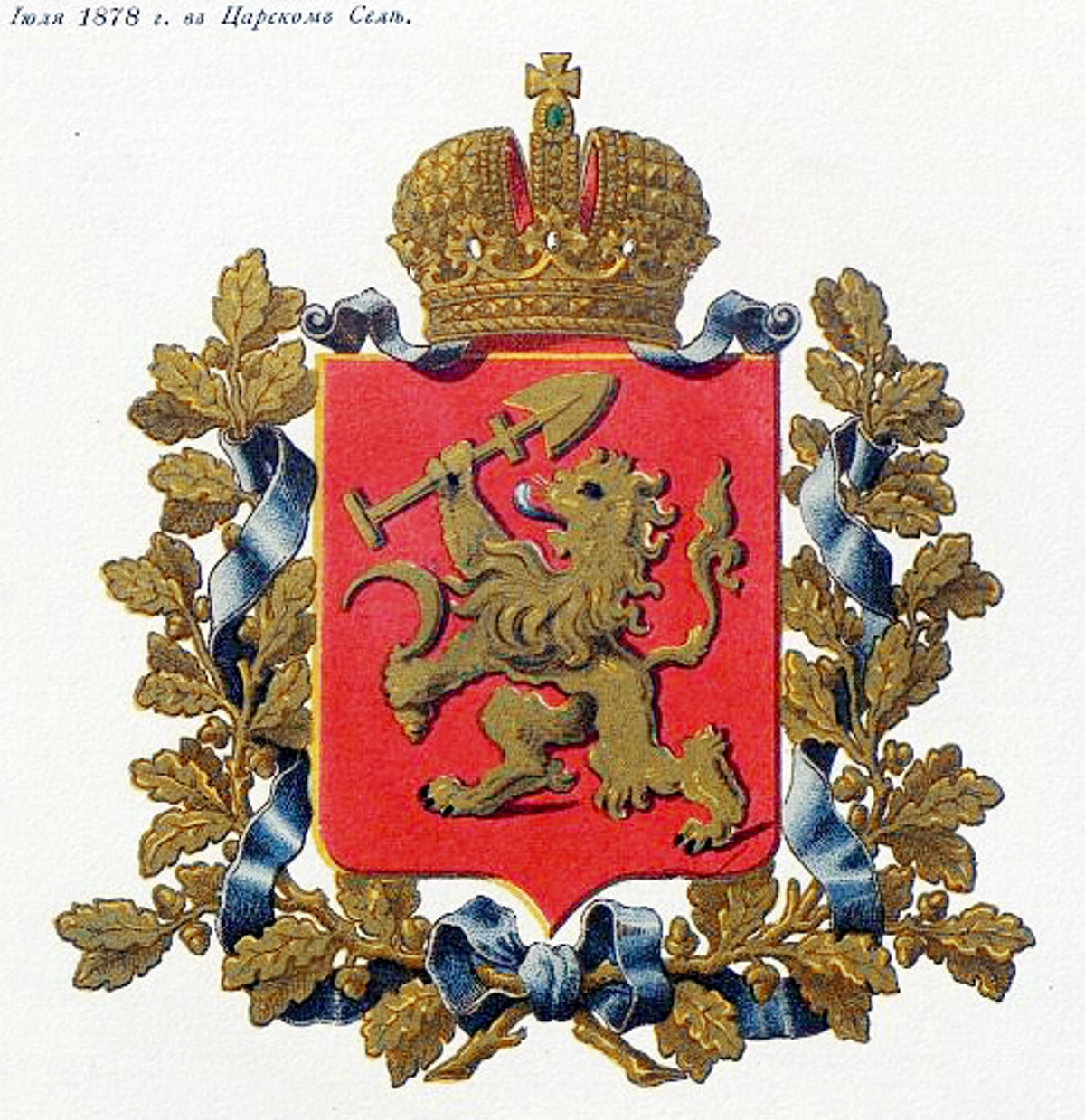
Wappen

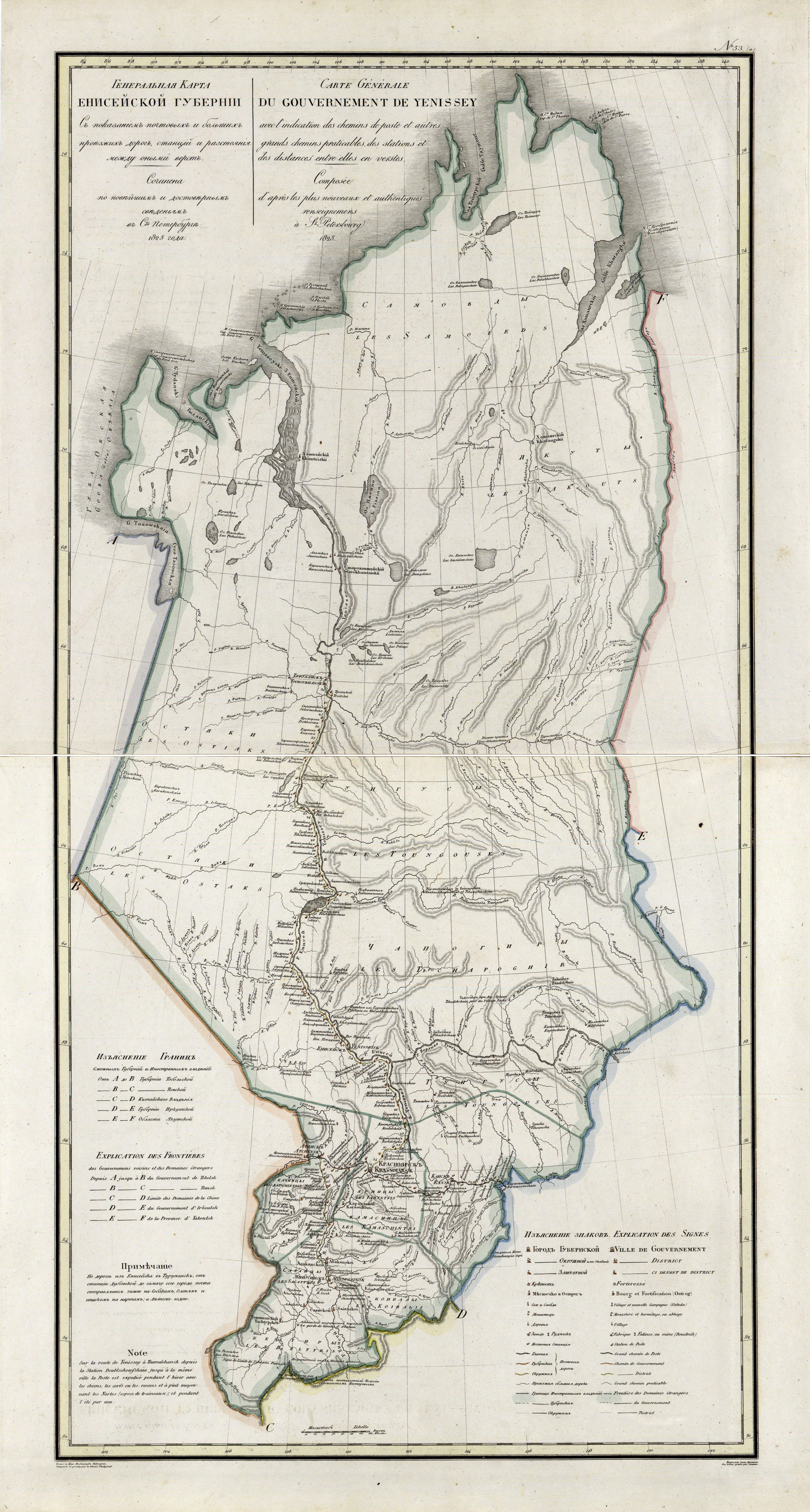
Karte aus 1825 (Russisch-Französisch)

Das Gouvernement Jenisseisk (russisch Енисейская губерния/Jenissejskaja gubernija) war eine Verwaltungseinheit des Russischen Reiches und der Russischen SFSR im mittleren Sibirien. In der Zarenzeit unterstand es dem Generalgouverneur in Irkutsk. Im Süden grenzte es an das Chinesische Reich (Mongolei) und im Norden ans Eismeer. Es wurde von folgenden Gouvernements und Gebieten begrenzt (von Osten im Uhrzeigersinn): Jakutsk, Irkutsk, Tomsk, Tobolsk.
Das Gouvernement lag am Jenissei und umfasste fast seinen ganzen Verlauf bis zur Mündung. Nach heutigen Begriffen entspricht es ungefähr der Region Krasnojarsk und der Republik Chakassien. Es erstreckte sich mehr als 3.000 km über die gesamte Breite Sibiriens und war das bei weitem größte Gouvernement Russlands mit einer Fläche von über 2,5 Millionen km².
Das Gouvernement Jenisseisk wurde 1822 im Zuge der administrativen Neuordnung Sibiriens geschaffen und bestand bis 1925. Hauptstadt war Krasnojarsk.
Es war in die folgenden Okruge (Distrikte) eingeteilt:
- Atschinsk
- Jenisseisk
- Kansk
- Krasnojarsk
- Minussinsk

Dazu kamen noch das Turuchansker und das Ussinische Gebiet. 1914 kam das Protektorat über das Urjangchai-Gebiet (dem heutigen Tuwa) dazu, das vom Gouverneur von Jenisseisk mitverwaltet wurde und 1921 unter dem Namen Tannu Tuwa selbständig wurde.

## Statistik
Bei der ersten russischen Volkszählung 1897 wurden für das Gouvernement 570.161 Einwohner auf 2.233.929,5 werst², 2.542.424,9 km² (0,2/km²) festgestellt.
(Nach anderen Angaben waren es 559.902 Einwohner auf 2.556.756 km² – davon 14.450 km² Seen und 9.623 km² Inseln im Eismeer.)
Davon waren 473.220 Russen, 43.739 Tataren bzw. Chakassen und 21.421 Kleinrussen (Ukrainer). An Angehörigen kleinerer indigener Völker gab es 3.272 Samojeden, 2948 Tungusen, 2.181 Jakuten und 993 Jenissei-Ostjaken. Einen hohen Anteil an der Bevölkerung machten Deportierte aus, um 1900 waren es etwa 10 %.
Acker- und Gartenbau wurden im Süden, vor allem im Kreis Minussinsk betrieben. Angebaut wurden Roggen, Gerste, Hafer, Weizen und Kartoffeln. Die Viehzucht war bedeutend; im Norden befanden sich große Herden von Rentieren. Der Fischfang in den großen Strömen und vielen Seen war ergiebig; wichtig war auch die Jagd, es wurde jährlich eine große, stark besuchte Pelzmesse in Turuchansk abgehalten. Von Metallen fand sich im Süden Eisen, an einigen Flüssen wie Abakan oder Tuba Kupfer und Silber. In den Goldwäschen der Bezirke Atschinsk, Minussinsk, Krasnojarsk und Jenisseisk wurde von 1839 bis etwa 1900 für etwa 350 Millionen Rubel Gold gewonnen.